# 喙突

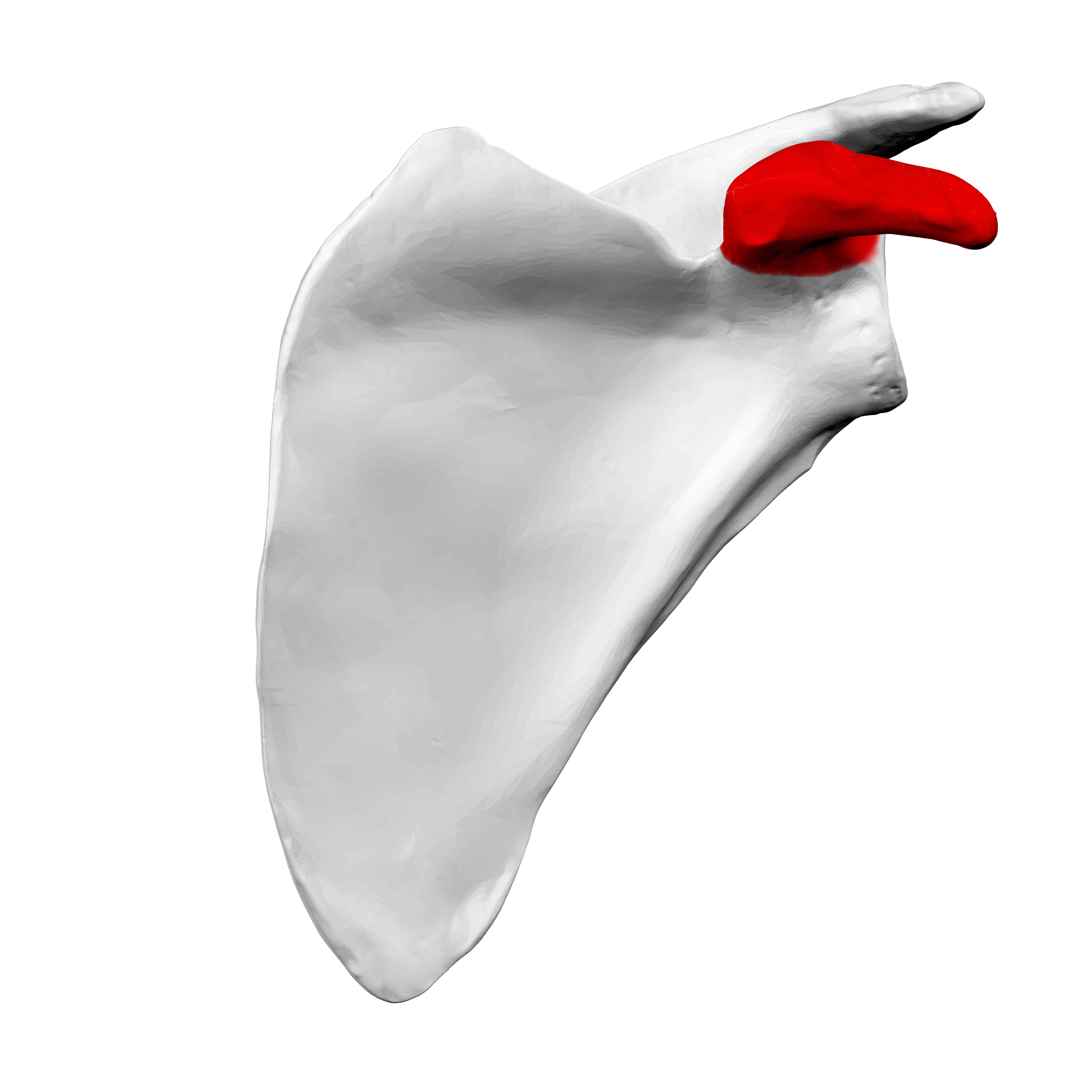
左肩胛骨前视图，喙突以红色显示。

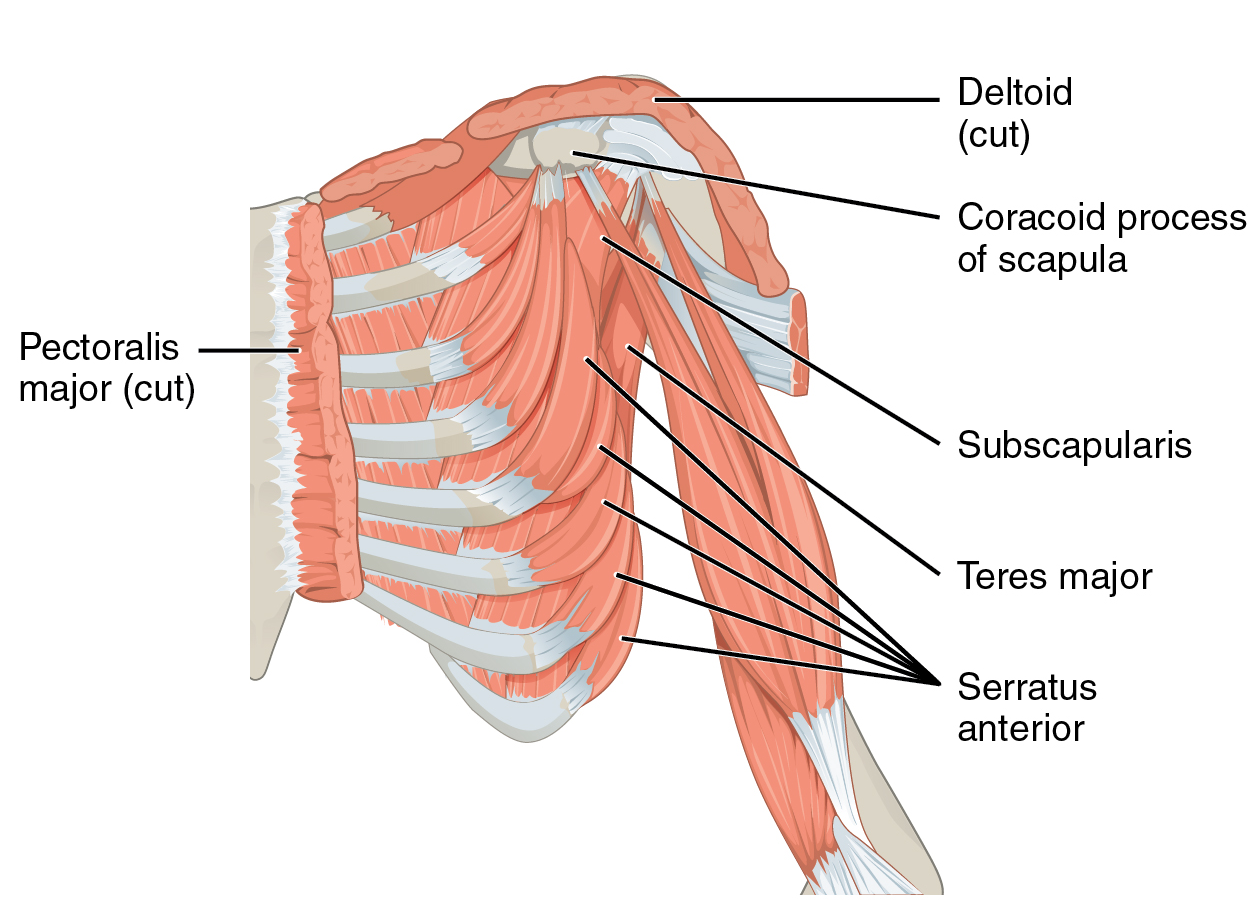
喙突为许多肌肉的附着点和起点。

喙突（coracoid process）或肩胛骨喙突（coracoid process of scapula），属肩胛骨的一部分，是从肩胛骨关节盂上侧向上向前外侧突出的钩状骨结构，不仅是人体重要的解剖学标志，也是胸部及上肢重要肌肉肌腱、韧带的附着点，且其内侧有重要的神经血管结构，如：臂丛、腋动脉等。 
鸟喙突是由喙骨退化而成为附着在肩胛骨上的一个突起。主要是在哺乳類身上出現，而原羽鳥是目前所知最早有乌喙突的鳥類。